# Sindaci di Laterza

Stemma del Comune di Laterza

Segue la cronotassi dei sindaci del comune di Laterza dalla nascita del Regno d'Italia ad oggi.

## Cronotassi

### Regno d'Italia

Bandiera del Regno d'Italia

Stemma del Regno d'Italia

| Periodo | Periodo | Primo cittadino    | Partito | Carica                  | Note |
| ------- | ------- | ------------------ | ------- | ----------------------- | ---- |
| 1860    | 1861    | Giuseppe Sannelli  |         | Sindaco                 |      |
| 1861    | 1863    | Luigi Ninni        |         | Sindaco                 |      |
| 1863    | 1863    | Andrea Giannico    |         | Regio commissario       |      |
| 1863    | 1865    | Giovanni Barberio  |         | Sindaco                 |      |
| 1866    | 1874    | Angelo Ninni       |         | Sindaco                 |      |
| 1875    | 1876    | Michele Ippoliti   |         | Sindaco                 |      |
| 1876    | 1879    | Leonardo De Biasi  |         | Sindaco                 |      |
| 1879    | 1882    | Luigi Sarno        |         | Sindaco                 |      |
| 1882    | 1885    | Angelo Ninni       |         | Sindaco                 |      |
| 1886    | 1887    | Erasmo Russi       |         | Sindaco                 |      |
| 1888    | 1891    | Rocco Barberio     |         | Sindaco                 |      |
| 1892    | 1900    | Angelo Dell'Aquila |         | Sindaco                 |      |
| 1900    | 1902    | Giuseppe Pugliese  |         | Sindaco                 |      |
| 1903    | 1903    | Ernesto Maro       |         | Commissario prefettizio |      |
| 1903    | 1914    | Pietro Dell'Aquila |         | Sindaco                 |      |
| 1915    | 1920    | Giuseppe Pugliese  |         | Sindaco                 |      |
| 1921    | 1923    | Pietro Dell'Aquila |         | Sindaco                 |      |
| 1923    | 1923    | Gennaro Faralla    |         | Commissario prefettizio |      |
| 1924    | 1934    | Giuseppe Russi     |         | Potestà                 |      |
| 1934    | 1935    | Gennaro D'Aprile   |         | Potestà                 |      |
| 1935    | 1935    | Pietro Mattesi     |         | Commissario prefettizio |      |
| 1936    | 1943    | Francesco Russi    |         | Potestà                 |      |
| 1944    | 1944    | Umberto Nardi      |         | Commissario prefettizio |      |
| 1944    | 1944    | Amedeo Barbero     |         | Sindaco                 |      |
| 1944    | 1944    | Filippo Capasso    |         | Commissario prefettizio |      |
| 1944    | 1945    | Pietro Dell'Aquila |         | Sindaco                 |      |
| 1945    | 1945    | Pietro Mascolo     |         | Commissario prefettizio |      |
| 1945    | 1945    | Guido Tamburro     |         | Commissario prefettizio |      |

### Repubblica Italiana

Bandiera della Repubblica italiana

Stemma della Repubblica italiana

| Periodo           | Periodo           | Primo cittadino         | Partito                                 | Carica                  | Note        |
| ----------------- | ----------------- | ----------------------- | --------------------------------------- | ----------------------- | ----------- |
| 1945              | 1948              | Giovanni Galli          | Democrazia Cristiana                    | Sindaco                 |             |
| 1948              | 1948              | Gabriele Zefelippo      |                                         | Commissario prefettizio |             |
| 1949              | 1949              | Plinio Angela           |                                         | Commissario prefettizio |             |
| 1949              | 1949              | Ugo Sansonetti          |                                         | Commissario prefettizio |             |
| 1949              | 1953              | Nicola Carrera          | Partito Comunista Italiano              | Sindaco                 |             |
| 1958              | 1954              | Giuseppe Montrone       | Democrazia Cristiana                    | Sindaco                 |             |
| 1959              | 1962              | Michele Giannico        | Partito Liberale Italiano               | Sindaco                 |             |
| 1963              | 1966              | Raffaele Leogrande      | Democrazia Cristiana                    | Sindaco                 |             |
| 1967              | 1972              | Alessandro De Benedetto | Partito Socialista Italiano             | Sindaco                 |             |
| 1973              | 1978              | Raffaele Leogrande      | Democrazia Cristiana                    | Sindaco                 |             |
| 1978              | 1979              | Emanuele Caputi         | Democrazia Cristiana                    | Sindaco                 |             |
| 1979              | 1980              | Alessandro Pontrelli    | Partito Socialista Democratico Italiano | Sindaco                 |             |
| 1980              | 1980              | Emanuele Villani        |                                         | Commissario prefettizio |             |
| 1981              | 1981              | Domenico Catucci        | Partito Socialista Democratico Italiano | Sindaco                 |             |
| 1981              | 1983              | Pietro Paciulli         | Democrazia Cristiana                    | Sindaco                 |             |
| 1983              | 1983              | Tommaso Blonda          |                                         | Commissario Prefettizio |             |
| 24 gennaio 1984   | 27 maggio 1989    | Pietro Paolo Paciulli   | Democrazia Cristiana                    | Sindaco                 |             |
| 18 dicembre 1989  | 2 agosto 1990     | Pietro Giannico         | Democrazia Cristiana                    | Sindaco                 |             |
| 17 febbraio 1990  | 18 luglio 1991    | Alessandro Pontrelli    | Partito Socialista Democratico Italiano | Sindaco                 |             |
| 18 luglio 1991    | 24 novembre 1992  | Raffaele Leogrande      | Democrazia Cristiana                    | Sindaco                 |             |
| 24 novembre 1992  | 2 agosto 1993     | Vito Antonio Di Lena    | Democrazia Cristiana                    | Sindaco                 |             |
| 3 agosto 1993     | 22 novembre 1993  | Paolo Gentilucci        |                                         | Commissario prefettizio |             |
| 22 novembre 1993  | 14 settembre 1996 | Vito Antonio Di Lena    | Democrazia Cristiana                    | Sindaco                 |             |
| 17 settembre 1996 | 28 aprile 1997    | Carlo Sessa             |                                         | Commissario prefettizio |             |
| 29 aprile 1997    | 14 maggio 2001    | Vito Cassano            | L'Ulivo                                 | Sindaco                 |             |
| 15 maggio 2001    | 30 maggio 2006    | Giuseppe Cristella      | Forza Italia                            | Sindaco                 |             |
| 30 maggio 2006    | 26 febbraio 2010  | Giuseppe Cristella      | Forza Italia                            | Sindaco                 | [ 3 ]       |
| 24 marzo 2010     | 17 maggio 2011    | Antonio Paglialonga     |                                         | Commissario prefettizio |             |
| 17 maggio 2011    | 19 giugno 2016    | Gianfranco Lopane       | Indipendente di centro-sinistra         | Sindaco                 |             |
| 19 giugno 2016    | 23 luglio 2020    | Gianfranco Lopane       | Indipendente di centro-sinistra         | Sindaco                 | [ 4 ] [ 5 ] |
| 24 luglio 2020    | 23 settembre 2020 | Rosa Maria Padovano     |                                         | Commissario prefettizio | [ 6 ]       |
| 24 settembre 2020 | in carica         | Francesco Frigiola      | Partito Democratico, Liste civiche      | Sindaco                 | [ 7 ]       |